# British Merchant Shipbuilding Mission
Die British Merchant Shipbuilding Mission war eine Arbeitsgruppe der britischen Regierung im Zweiten Weltkrieg. Sie wurde zusammengestellt, um dringend von Großbritannien benötige Frachtschiffe in den Vereinigten Staaten bauen zu lassen.

## Geschichte
In den wirtschaftlich schlechten 1930er Jahren konstruierte man auf der Werft Joseph L. Thompson and Sons in Sunderland unter der Leitung von Robert Cyril Thompson einen günstig zu bauenden und zu betreibenden Trampdampfertyp, dessen erste Einheit im Jahr 1935 zu Wasser gelassen werden konnte. Nach sieben Schwesterschiffen folgte 1939 der erste Stapellauf  des 10.000 Ladetonnen-Trampdampfers Dorington Court, einer längeren, breiteren und nochmals wirtschaftlicheren Variante des Grundentwurfs. Die Güte dieser Konstruktion veranlasste die Britische Admiralität am 2. September 1939, dem Tag vor der Kriegserklärung Großbritanniens an Deutschland, Robert Cyril Thompson, den Geschäftsführer der Werft zu einer Unterredung einzuladen, in der er die Konstruktion des Trampschiffentwurfs darzulegen hatte.
Vor dem Hintergrund des anfangs erfolgreichen deutschen U-Boot-Krieges des Zweiten Weltkriegs kam es auf britischer Seite rasch zu einer Verknappung von Frachtraum. Die Bedeutung des Schiffbaus für die Verteidigung Großbritanniens war zwar unübersehbar, die überwiegend im Kriegsschiffbau beschäftigte Werftindustrie des Vereinigten Königreichs konnte die großen Verluste aber nicht alleine auffangen.
Daraufhin  entschied die britische Regierung, eine Arbeitsgruppe für Frachtschiffsneubau unter der Führung von Robert Cyril Thompson in die Vereinigten Staaten und nach Kanada zu entsenden, um so schnell wie möglich ein Notbauprogramm für Standardfrachtschiffe in die Wege zu leiten. Die Leitung des schiffsmaschinenbaulichen Teils der Mission übertrug man Harry Hunter von der North Eastern Marine Engineering Company. Die British Merchant Shipbuilding Mission verließ Großbritannien im September 1940 und führte Pläne einer stark vereinfachten Version des 1939 bei Thompson gebauten Dorington Court mitsamt seinen Schiffsmaschinen mit sich und überzeugte Admiral Emory Scott Land, den Präsidenten der United States Maritime Commission (MARCOM), dass ein zwar langsamer, aber einfach konstruierter und vor allem schnell zu bauender Trampdampfer in der gegebenen Situation einer höherwertigen aber komplizierteren Konstruktion vorzuziehen sei. Auf der Rückreise der Arbeitsgruppe vom ersten USA-Besuch wurde die Western Prince, auf der Thompson fuhr, von einem deutschen U-Boot versenkt. Thompson überlebte und es gelang ihm, wichtige Dokumente nach Whitehall zurückzubringen. Auf weiteren Reisen erarbeitete man eine weitere Variante des Originalentwurfs, auf deren Grundlage in North Sands die Pläne des Typschiffs Empire Liberty entstanden.
Am 20. Dezember 1940 wurden zwei Baukontrakte über jeweils 30 Einheiten des Typs Ocean auf den erst zu bauenden Werften Todd-Bath Iron Shipbuilding Corporation in Portland, Maine und Todd-California Shipbuilding Corporation im kalifornischen Richmond sowie mit Six Services Inc., dem Konstruktions- und Ingenieurbüro Henry John Kaisers geschlossen. Auch die Anlage der zu bauenden Werften wurde unter Mitarbeit Thompsons ausgeführt. Der gesamte Baupreis lag bei etwa 96 Millionen US-Dollar. Am 14. April 1941 fand die Kiellegung des ersten Ocean-Neubaus, der Ocean Vanguard, statt, deren Taufe am 15. Oktober 1941 folgte.
Das eigentliche nach den Originalplänen gebaute Typschiff wurde schon 55 Tage vorher, am 28. August 1941 bei Thompson’s in North Sands unter dem Namen Empire Liberty zu Wasser gelassen, gehörte aber aufgrund seines Baus in Großbritannien nicht zu den Ocean-Schiffen. Der Ocean-Typ bildete die Grundlage zur Entwicklung des Liberty-Frachters durch das New Yorker Schiffsingenieurbüro Gibbs & Cox. Von ihm entstanden rund 2700 Einheiten.
Nachdem die British Merchant Shipbuilding Mission den Bau der Ocean-Schiffe in den Vereinigten Staaten auf den Weg gebracht hatte, platzierte Großbritannien einen Bauauftrag über die 25 ersten Schiffe des North Sands-Typs auf kanadischen Werften. Diese Schiffe wurden weitestgehend nach Plänen der Empire Liberty gebaut und wegen ihres Namens auch als Fort-Schiffe bekannt. Beginnend mit der am 15. Oktober 1941 bei der Burrard Dry Dock Company zu Wasser gelassenen Fort St. James, folgten 354 Schiffe unterschiedlicher Typen für britische Rechnung von kanadischen Werften, deren spätere Einheiten ein angehängtes Park im Namen führten.